# Satya
Satya és una paraula en sànscrit que significa "veritat". També es refereix a una virtut en religions índies, referint-se a ser sincer en el pensament, discurs i acció d'un mateix. En Ioga, satya és un dels cinc yamas, la virtuosa restricció de la falsedat i la distorsió de la realitat en les expressions i accions d'algú.